# Lycée Pasteur
Lycée Pasteur je veřejná střední škola v Neuilly-sur-Seine. Nabízí přípravné třídy pro grande école, součástí je i stupeň základní školy (collége). Je pojmenována po vědci Louisi Pasteurovi.
Školní budova byla vystavěna v letech 1912–1914. V budově byla od začátku první světové války umístěna Americká nemocnici, která ve škole působila po celou dobu války.

## Slavní absolventi
- Lucas Bravo, francouzský herec a model
- Gérard Jugnot, francouzský herec, režisér a producent
- François Hollande, francouzský politik a v letech 2012–2017 prezident Francouzské republiky
- Thierry Lhermitte, francouzský divadelní a filmový herec, známý zejména z komediálních rolí
- Chris Marker, francouzský spisovatel, fotograf